# 馬特曼和羅賓
馬特曼和羅賓（英語：Mattman & Robin）是瑞典詞曲創作和製作團隊，由馬特亞斯·佩爾·拉爾森和羅賓·倫納特·弗雷德里克森組合。
2016年，他們憑共同製作美國創作歌手泰勒·斯威夫特第5張專輯《1989》而贏得葛萊美獎年度專輯。
2016年，他們贏得丹尼茲流行音樂獎「大獎」。